# Isidiella
Isidiella is een geslacht van vlinders uit de familie prachtmotten (Cosmopterigidae).

## Soorten
- I. divitella (Constant, 1885)
- I. labathiella (Viette, 1956)
- I. nickerlii (Nickerl, 1864)